# IC 3690
IC 3690 ist eine Spiralgalaxie vom Hubble-Typ Sb im Sternbild Jungfrau nördlich der Ekliptik. Sie ist schätzungsweise 337 Millionen Lichtjahre von der Milchstraße entfernt.
Das Objekt wurde am 10. Mai 1904 von Royal Harwood Frost entdeckt.